# Église de Gsteig bei Interlaken
Ne doit pas être confondu avec Gsteig bei Gstaad.
L’église de Gsteig bei Interlaken fait partie de l'une des plus grandes paroisses du canton de Berne, en Suisse. Il n'existe pas véritablement de village correspondant à ce toponyme, ce qui crée de fréquentes confusions. L'église se trouve sur le territoire de la commune de Gsteigwiler et s'élève, accompagnée de la cure (1714) et de l'auberge du Bouquetin (Steinbock, 1797) au voisinage du pont couvert, en bois, qui a remplacé en 1738 un ouvrage plus ancien à une arche de pierre. Il franchit la Lütschine, cours d'eau constituant la limite de la commune de Wilderswil. Anciennement, ce hameau se trouvait en position isolée, mais a aujourd'hui été rejoint par l'agglomération de Wilderswil.

## Paroisse
La paroisse de Gsteig bei Interlaken comprend neuf communes : Bönigen (église filale de 1957), Gsteigwiler, Gündlischwand, Interlaken (avec, comme filiale, l'ancienne église du couvent puis château), Iseltwald (église filale de 1939), Lütschental, Matten bei Interlaken (maison de paroisse 1979), Saxeten et Wilderswil. La commune de Lauterbrunnen s'est séparée de Gsteig bei Interlaken lors de l'introduction de la Réforme protestante en 1528.

## Histoire
L'église s'élève sur le site d'un sanctuaire qui remonte sans doute au Ier millénaire. Elle a été reconstruite au XIIe siècle et était dédiée à l'archange saint Michel. Classée monument historique, elle est sous protection de la Confédération depuis 1965. La dernière restauration, de 1974-1975, a permis la découverte, par Hans A. Fischer, d'importants décors peints. Le cours de l'Aar constituant une limite territoriale, Gsteig appartenait à l'évêché de Lausanne.
Ces décors peints ont été établis en quatre étapes, en commençant aux XIVe et XVe siècles, puis encore au début et à la fin du XVIIe siècle. Pour ce qui est des œuvres du XVe siècle, on est exceptionnellement informé sur la personnalité de l'artiste. Il s'agit du peintre Diebold Häpp, dit aussi « Diebold le peintre », très apprécié à Berne. Les autorités de cette ville le recommandent à des personnages éminents, comme l'évêque de Constance (1469), ou encore celui d'Aoste (1470). Un autre patronage, en 1471, laisse imaginer qu'il s'est rendu également dans la ville de Soleure. En 1467, il décore l'église de Meiringen, mais son œuvre n'y est pas conservée. Ceci ne donne que plus de prix à ses peintures de Gsteig, qui pourraient avoir été l'un de ses derniers chantiers. Il meurt en 1473 et un messager bernois est chargé de collecter, pour sa veuve, le solde des paiements encore dus pour Gsteig. Ces peintures illustrent la Nativité, l'Adoration des mages, ainsi que des scènes de la Passion.
L'édifice subit au premier quart du XVIIe siècle une importante transformation de la nef, dont témoigne encore, au plafond, une poutre ornée, datée 1617, qui proclame un verset tiré du Psaume 119:1-2 : (de) « O wie sälig sind die fromblich im wäg und gesatz des Herren wandeln, wie sälig sind die, die sine zügnussen halten und in vs gantzem hertzen suchen. Anno MDCXVII » (Heureux ceux qui sont intègres dans leur voie, Qui marchent selon la loi de l’Éternel ! Heureux ceux qui gardent ses préceptes, Qui le cherchent de tout leur cœur).
En 1630, les embrasures des fenêtres de la nef sont peintes de rinceaux (avec millésime 1630).
La tour du clocher, avec ses frontons caractéristiques de style baroque, est construite en 1659 par le maître maçon Simon Erisman.
L'église est à nouveau fortement transformée en 1673 sous la direction de l'architecte Abraham Dünz, avec démolition de l'arc triomphal et surélévation du chœur.
L'église a connu une certaine célébrité internationale à partir du XIXe siècle, lors de l'instauration de la Fête d'Unspunnen, célébration alpestre qui attire de nombreux étrangers, comme Lord George Gordon Byron ou Felix Mendelssohn Bartholdy.

## Mobilier
- Fonts baptismaux à nervures de style gothique, molasse, fin XVe siècle ou début du XVIe siècle.
- Chaire, probablement du XVIIe siècle, mais transformée à maintes reprises, notamment en 1975.
- Vitraux. Dans la nef, des vitraux ont été donnés à l'occasion d'une réfection de l'édifice en 1673-1674. Ils portent les noms de notables bernois, tels que : Rudolf Lerber, bailli d'Interlaken 1628 ; Fiederich von Lutternauw, du Conseil de Berne, 1673 ; Christoff von Graffenried, seigneur de Worb et Conseiller de Berne ; Rudolf Tillier, bailli d'Interlaken 1662 ; Gerhard Rohr, bailli d'Interlaken 1673 ; commune de Brienz, 1674.
- Quatre cloches : 1) H. Rüetschi, Aarau, 1965. - 2) Abraham Zehnder, Berne 1613. - 3) Jakob Kuhn, Zofingen, 1747. - 4) médiévale, dédiée à saint Michel[4].

## Galerie

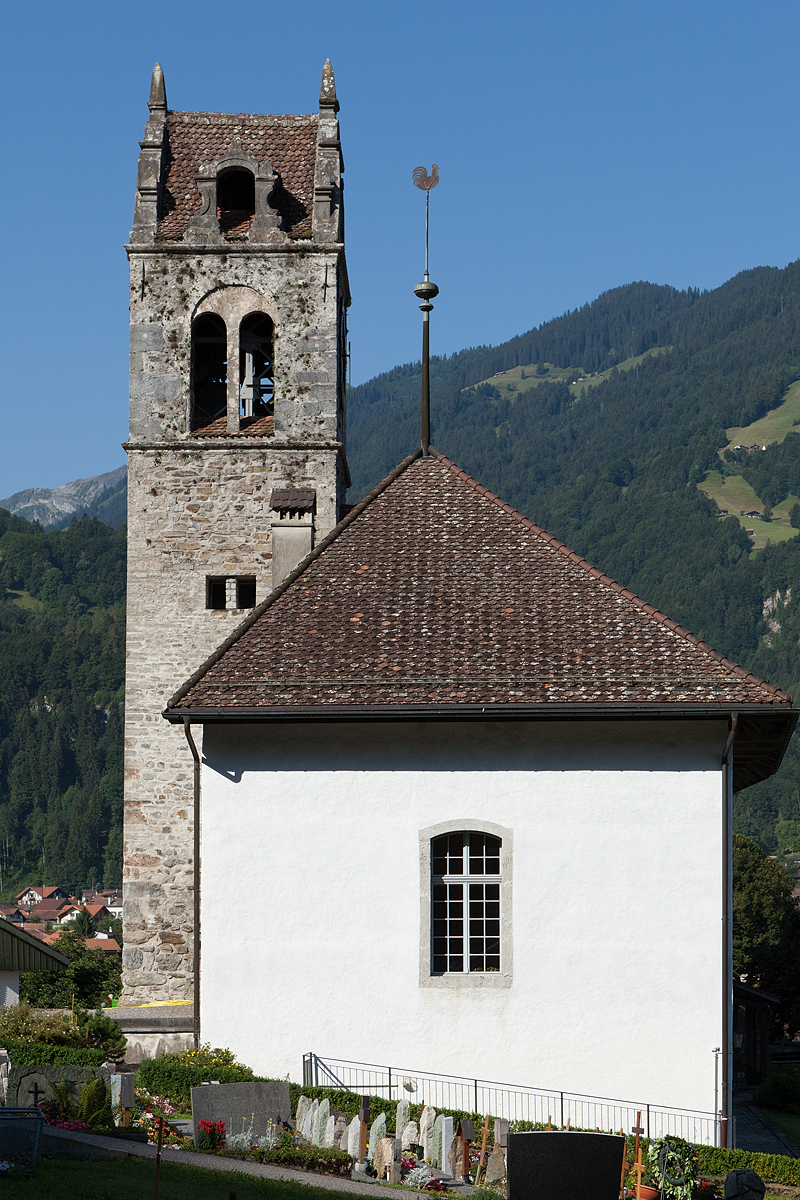
Église, face orientale.
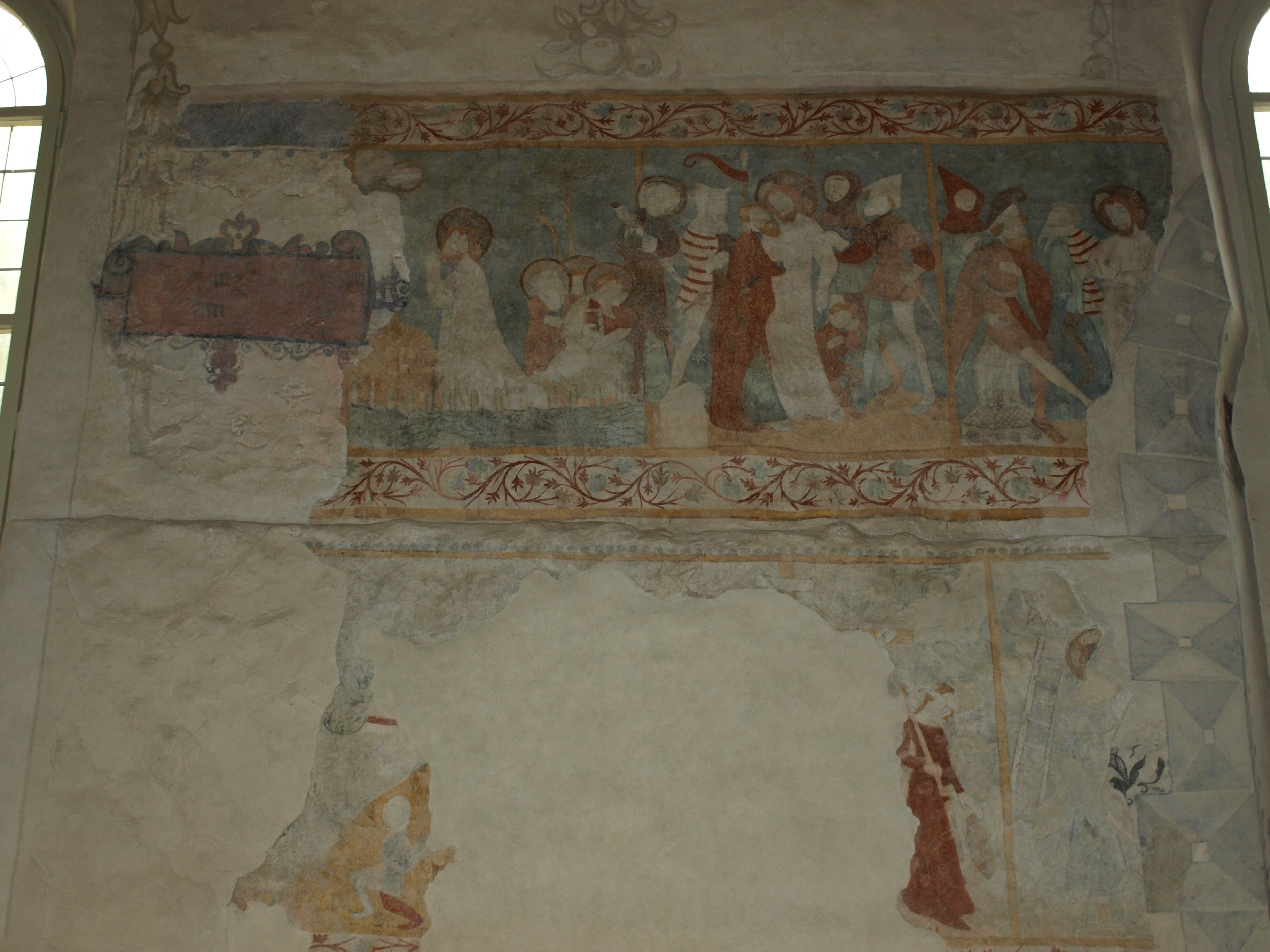
Scène de la Passion du Christ, par Diebold Häpp, vers 1472
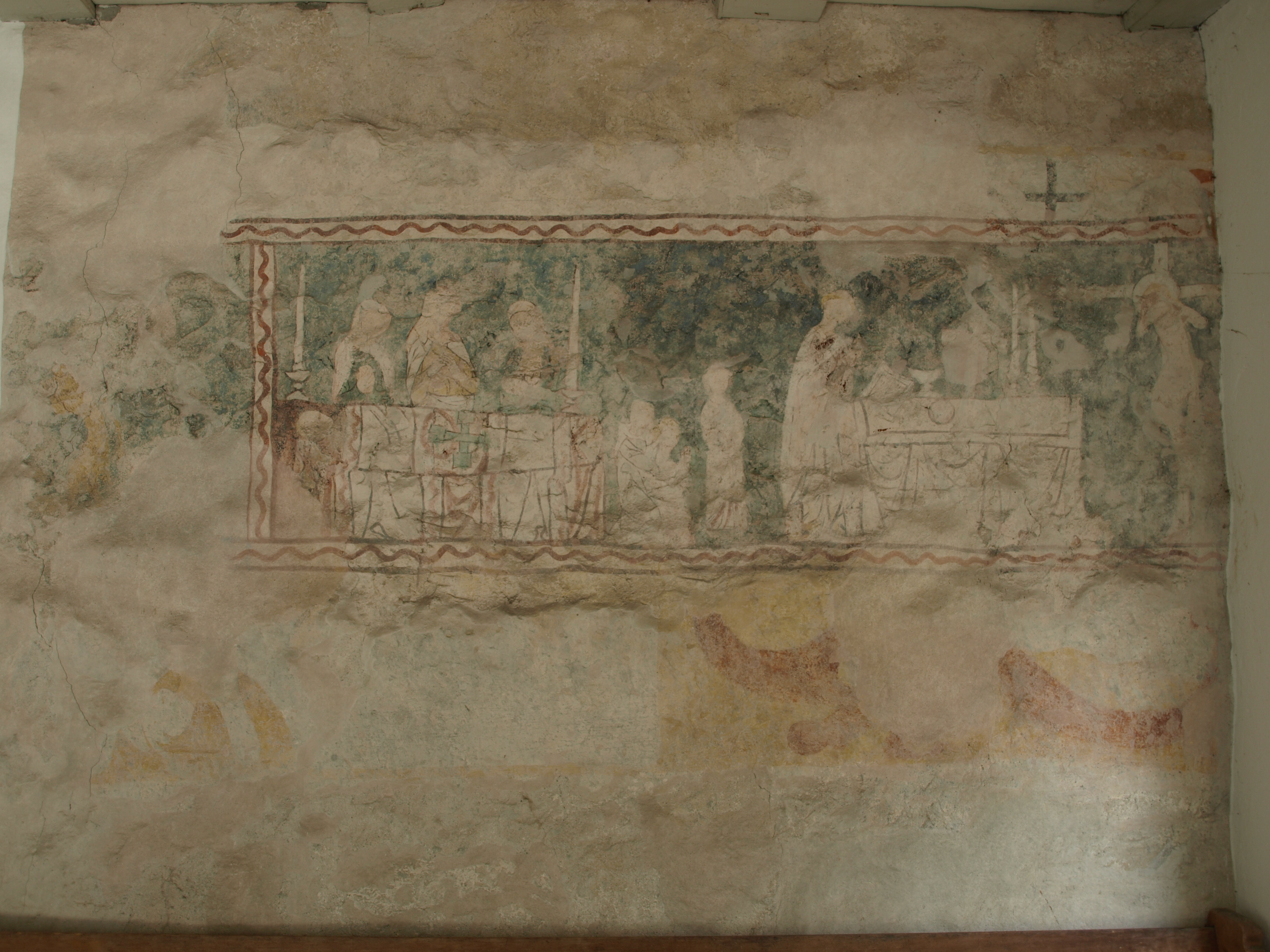
Messe des morts, XVe siècle, sur la façade d'entrée
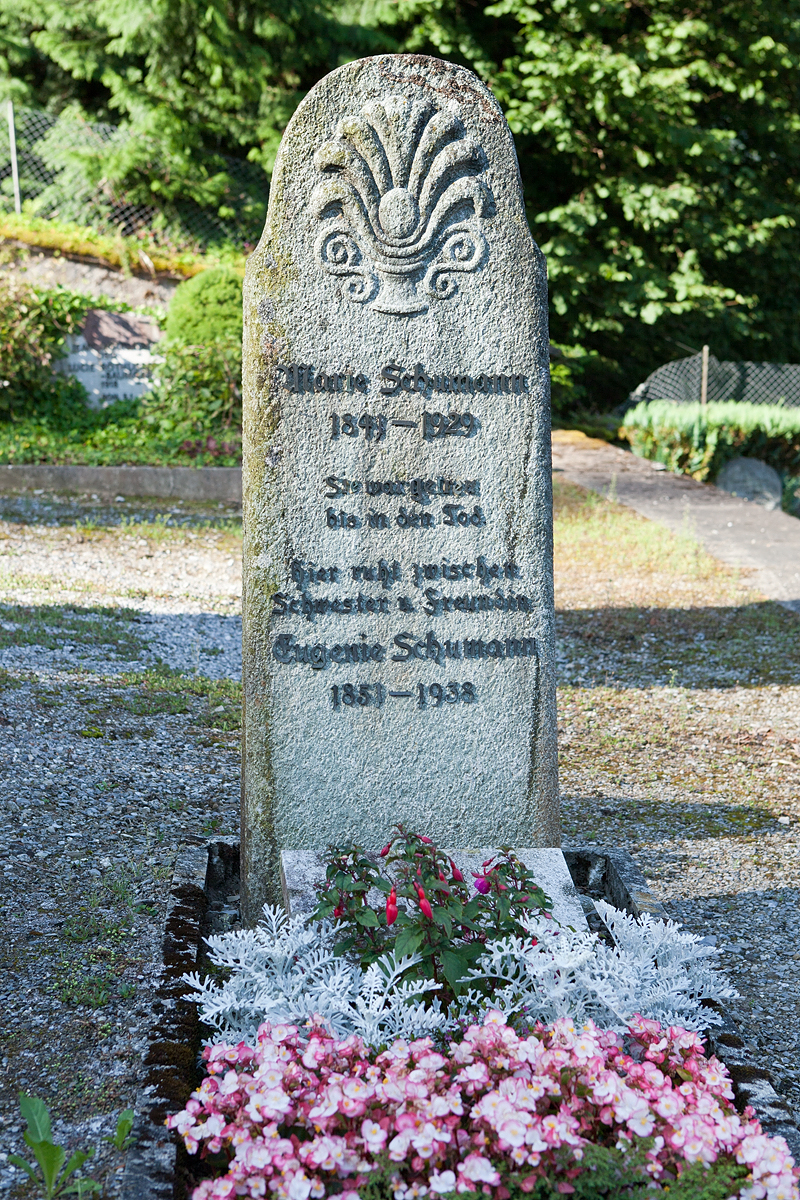
Tombe des deux filles de Robert Schumann.
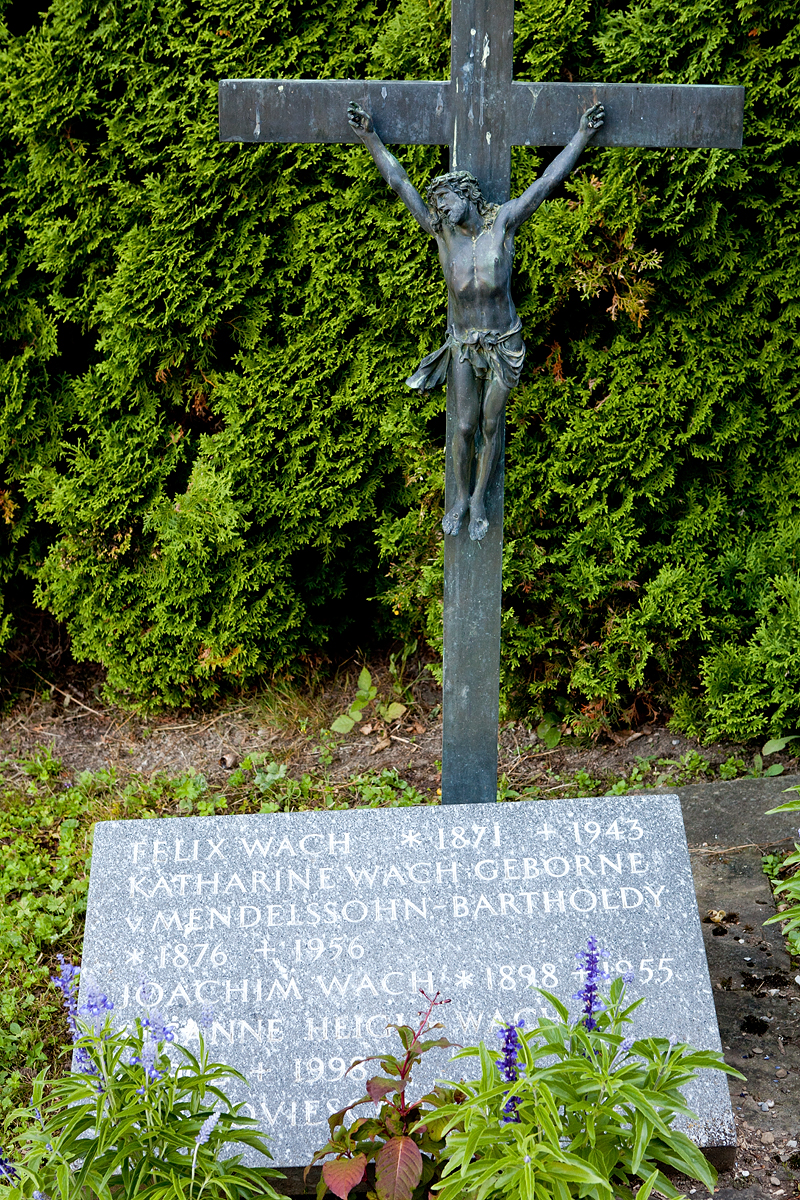
Tombe de Katharina Wach (fille de Felix Mendelssohn Bartholdy)